# Leo Fender
Pour les articles homonymes, voir Fender (homonymie).
 (août 2021).
Si vous disposez d'ouvrages ou d'articles de référence ou si vous connaissez des sites web de qualité traitant du thème abordé ici, merci de compléter l'article en donnant les références utiles à sa vérifiabilité et en les liant à la section « Notes et références ».
Clarence Leonidas Fender, dit Leo Fender (né le 10 août 1909 à Anaheim (Californie) et mort le 21 mars 1991 à Ione (Californie), est le fondateur de la société américaine de lutherie Fender, spécialisée dans la fabrication de guitares électriques, de basses et d'amplificateurs. Il est également le créateur des sociétés de lutherie Music Man et G&L.
De la Telecaster à la Asat de G&L ses guitares, mais également ses basses et amplificateurs, dominent toujours la musique populaire plus d'un demi-siècle après leur sortie au catalogue. Marshall et de nombreux autres fabricants d'amplificateurs utilisent et décortiquent les amplificateurs Fender comme base à la conception de leurs produits. Leo Fender et l'inventeur Les Paul sont considérés comme les deux figures les plus influentes du développement des instruments électriques du XXe siècle.

## Biographie
Leo Fender est né à Anaheim (Californie) en 1909. Dès son plus jeune âge, il s'intéresse aux moteurs électriques et passe son temps à construire et à réparer des postes de radios pendant ses études. Il crée sa première guitare à l'âge de 16 ans, la « leo's baby » (le « bébé de Leo »).
Leo fait des études de comptabilité et travaille d'abord pour la section comptable des chemins de fer de l'État, puis dans une compagnie de distribution de pneus. Mais c'est l'électronique qui le passionne. Entre 20 et 30 ans il construit des systèmes de sonorisation pour des manifestations publiques, manifestations sportives et rassemblements religieux. Après avoir travaillé pour le California Highway Department, Leo Fender crée en 1939 sa propre entreprise de réparations de radios et vente de disques, en ouvrant un magasin à Fullerton à l'enseigne Fender's Radio-Service, Radios-Records-Phonographs, 107 S South Sprada, Phone 6 après avoir perdu son ancien travail, du fait de la crise économique de l'époque. Le "Fender's Radio - Service" évolue lentement grâce à la rencontre de nombreux musiciens qui viennent consulter Léo et à d'autres connaissances travaillant dans les industries de la musique et de l'électronique du début des années 1940. Après plusieurs années de travail et de recherches, Leo fonde avec Clayton « Doc » Kauffman une compagnie de fabrication de lap steel et d'amplificateurs portant les initiales K&F. Doc travaille pour un revendeur de pièces pour poste radio et fréquente régulièrement la boutique, ses compétences intéressent Léo qui l’invite à travailler avec lui.  Leur collaboration est de courte durée et Doc quitte l’entreprise en 1946. Leo Fender poursuit seul les fabrications des lap steel et des amplificateurs changeant progressivement le logo K&F pour celui de Fender.  
En 1949 il crée l´Esquire avec George Fullerton, qui est une guitare électrique à un micro. Léo décide ensuite d’ajouter un deuxième micro sur les conseils de guitaristes souhaitant élargir les possibilités de l’Equire. Quelques exemplaires sortent avec un deuxième micro sous le nom d’Esquire qui est renommé Broadcaster pour différencier le modèle à un micro de sa nouvelle version en possédant deux. Pour éviter un procès avec la firme Gretsch, qui a commercialisé une ligne de batteries sous l'appellation « Broadkaster », le nom de la guitare est changé en 1950 pour « Telecaster ». La Fender Telecaster devient rapidement un instrument extrêmement populaire et reste toujours aujourd’hui l’une des figures majeures de la guitare électrique. En 1951,Leo Fender crée la Precision Bass, nommée ainsi en raison de la précision accrue offerte par les frettes par rapport à la touche lisse d’une contrebasse. En remplaçant les « stand-up » non amplifiés de la contrebasse, la « P-Bass » change radicalement la pratique de l'instrument et l'essentiel des styles musicaux. La Stratocaster apparaît peu de temps plus tard en 1954, modernisant la musique avec un instrument plus élaboré, 3 micros, vibrato et nouveauté dans la forme du corps. Devenant une réelle icône, cette dernière devient la guitare électrique la plus identifiable et la plus copiée.
Ironiquement, Leo Fender n'a jamais appris à jouer de la guitare (bien qu'il joue du saxophone) mais il est très proche des musiciens de Californie du Sud. Son approche de l’instrument est donc neuve et apporte sa propre vision de la guitare au public. Sa technique novatrice de fixation du manche par vissage est moins coûteuse en production que l'approche traditionnellement collée et rend ses instruments plus abordables au grand public.
Les affaires de Fender décollent dans les années 1950, alors que de nombreux musiciens américains adoptent les guitares Telecaster et Stratocaster et Precision Bass. C'est en 1958 que les premières guitares de la marque sont importées en Europe, Angleterre et Belgique d'abord.
Dans la fin des années 1950, il continue à inventer de nouvelles guitares telles que la Jazzmaster en 1958  et la Fender Jaguar qui est une Jazzmaster plus élaborée et aussi l'autre modèle de basse le plus utilisé, la Fender Jazz Bass. En 1965, Leo Fender se croyant malade après avoir consulté plusieurs médecins décide de vendre son entreprise à CBS pour 13 millions de dollars. Le contrat est conclu le 5 janvier 1965.
Dans les années 1970, dégagé des clauses de non-concurrence imposées lors de la vente à CBS, Leo Fender crée la marque Music Man, inventant notamment la StingRay Bass. En 1979, avec de vieux amis, George Fullerton et Dale Hyatt, il crée une nouvelle compagnie appelée G&L (George & Leo). En dépit de ses problèmes de santé, Leo Fender continue à créer des guitares et des basses, gagnant toujours plus d'expérience. Il meurt en 1991 de complications dues à la maladie de Parkinson.

## Guitares électriques

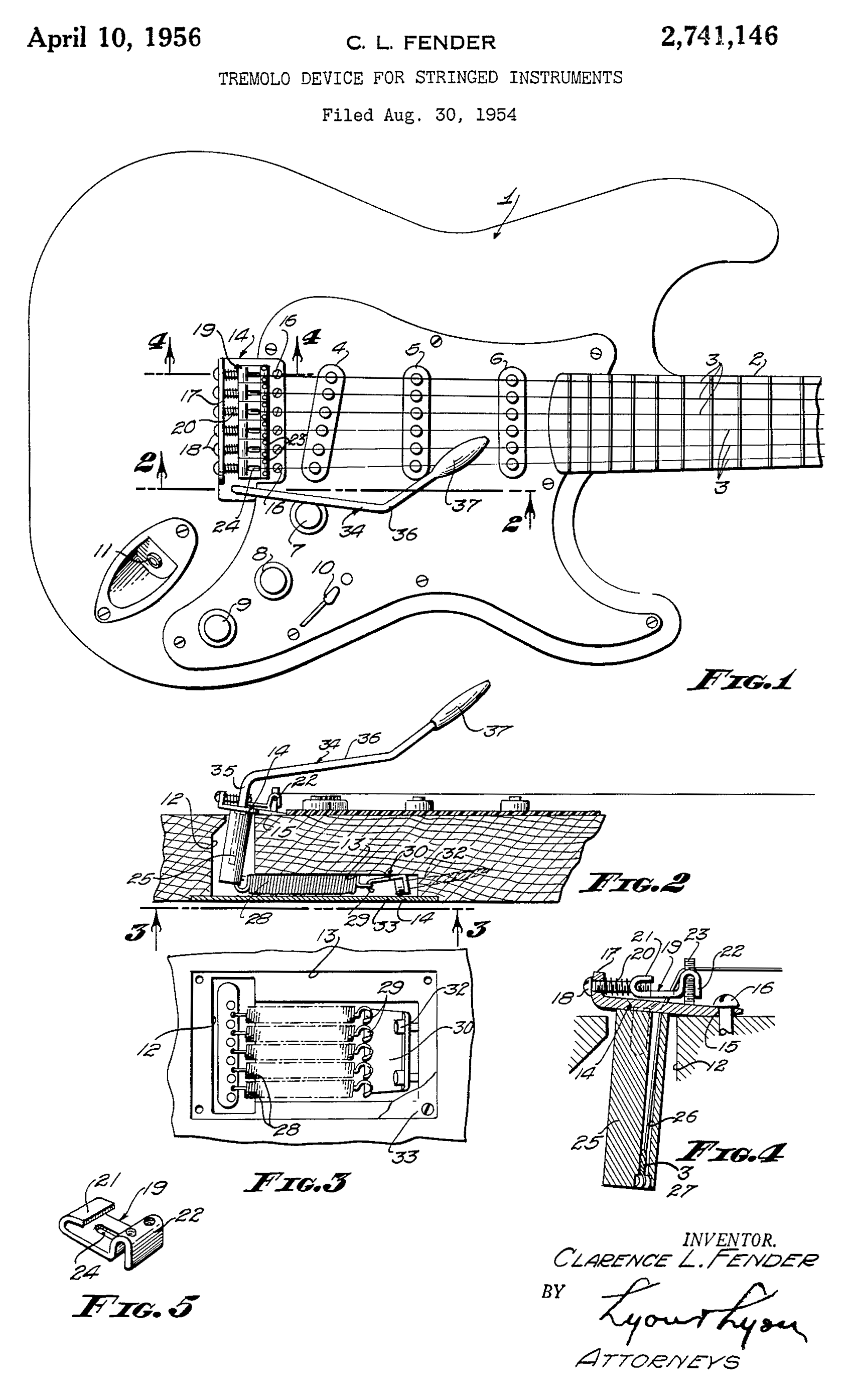
Croquis pour le brevet du vibrato de la Stratocaster déposé par Léo Fender le 10 avril 1956.

Leo Fender imagine le potentiel qu'aurait une guitare électrique à « corps plein », facile à prendre en main, bien équilibrée, facile à accorder et facile à jouer. En 1949, il commence à travailler sur ce qui allait devenir la toute première Telecaster dans l'usine Fender de Fullerton, en Californie.
Même s'il ne l'admettra jamais, Leo Fender semble en avoir basé la conception sur la Rickenbacker Bakélite. Un des points forts de la Rickenbacker, était son manche détachable qui rendait facile sa fabrication et son entretien, ce qui n'a pas échappé à Leo, qui était passé maître dans l'art d'améliorer des designs déjà existants. Sans surprise, son premier prototype est une guitare à micro unique avec un manche détachable en érable ainsi qu'un corps plein en bois de pin, peint en blanc.

### Esquire
Article détaillé : Fender Esquire
Don Randall, qui gère alors la société de distribution des produits Fender (Radio & Television Equipment Company), comprend les possibilités commerciales du nouveau design et projette d'introduire le nouvel instrument en tant que « Modèle Esquire ». Fender est favorable au nom d'« Esquire », disant que le nom avait une consonance majestueuse et introduisait une certaine distinction d'avec les autres guitares.
En avril 1950, "Radio-Television Equipment Company" commence à promouvoir l'Esquire, première guitare 6 cordes de Fender officiellement introduite dans le commerce. La compagnie prépare donc son catalogue no 2, avec l'image d'une Esquire noire équipée d'un micro unique, présentée avec une housse en tweed. Une autre photo présente "Jimmy Wyble", un guitariste de country, avec une Esquire jaune. Ces premiers modèles, vendus au prix de 154,95 $, seront les précurseurs de milliers de guitares Fender à venir.
Le plan marketing initial de Randall est de faire entrer le modèle Esquire dans les écoles de guitare, pensant que cet instrument pratique et au prix abordable connaîtrait le succès dans cet environnement. De plus, un bon démarrage du modèle à micro unique ferait le lit d'un modèle plus cher, à double micro, que Fender pense déjà lancer un jour.

### Broadcaster / Telecaster
Article détaillé : Fender Telecaster
Fin 1950, l'usine commence à tourner à plein rendement, produisant exclusivement des "Esquire" à double micro. Cette décision de Fender compromet le plan marketing de Radio-Tel et force Randall à retenir les commandes pour l' "Esquire" à micro unique et à trouver un nouveau nom pour le modèle à double micro, qui sera nommé « Broadcaster ». Les vendeurs, qui ont des commandes pour l'Esquire, devront attendre que la production en grande série du modèle à micro unique commence en janvier 1951 ; celles-ci seront livrées le mois suivant.
Le magazine Musical Marchandise publie la première publicité pour la "Broadcaster" en février 1951, c'est une annonce en pleine page décrivant la guitare en détail. Elle est décrite comme ayant une coupe moderne, une « tête » de style moderne ainsi qu'un micro solo-lead dont la balance de tonalités est ajustable par le moyen de trois vis élevées.
Pour des problèmes légaux la "Broadcaster" deviendra la Telecaster. En effet, une ligne de batteries de la marque Gretsch portait le nom déposé de « Broadkaster ».

### Stratocaster
Article détaillé : Fender Stratocaster

### Jazzmaster
Article détaillé : Fender Jazzmaster

### Jaguar
Article détaillé : Fender Jaguar

### Mustang
Article détaillé : Fender Mustang

## Basses électriques

### Precision Bass
Article détaillé : Fender Precision Bass

### Jazz Bass
Article détaillé : Fender Jazz Bass

### StingRay
Article détaillé : Music Man StingRay